# Kornhauskurs

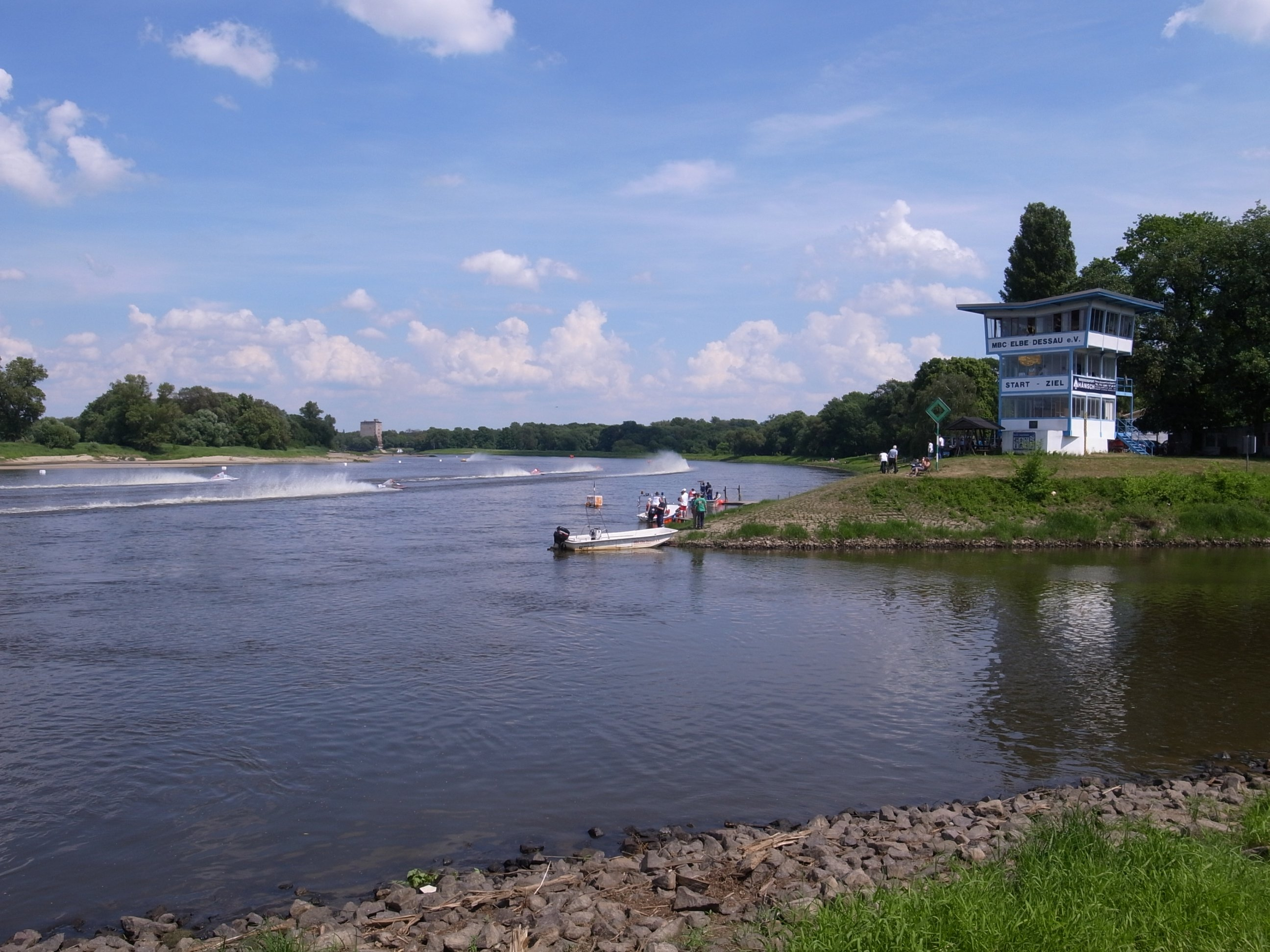
Start- und Ziel-Turm

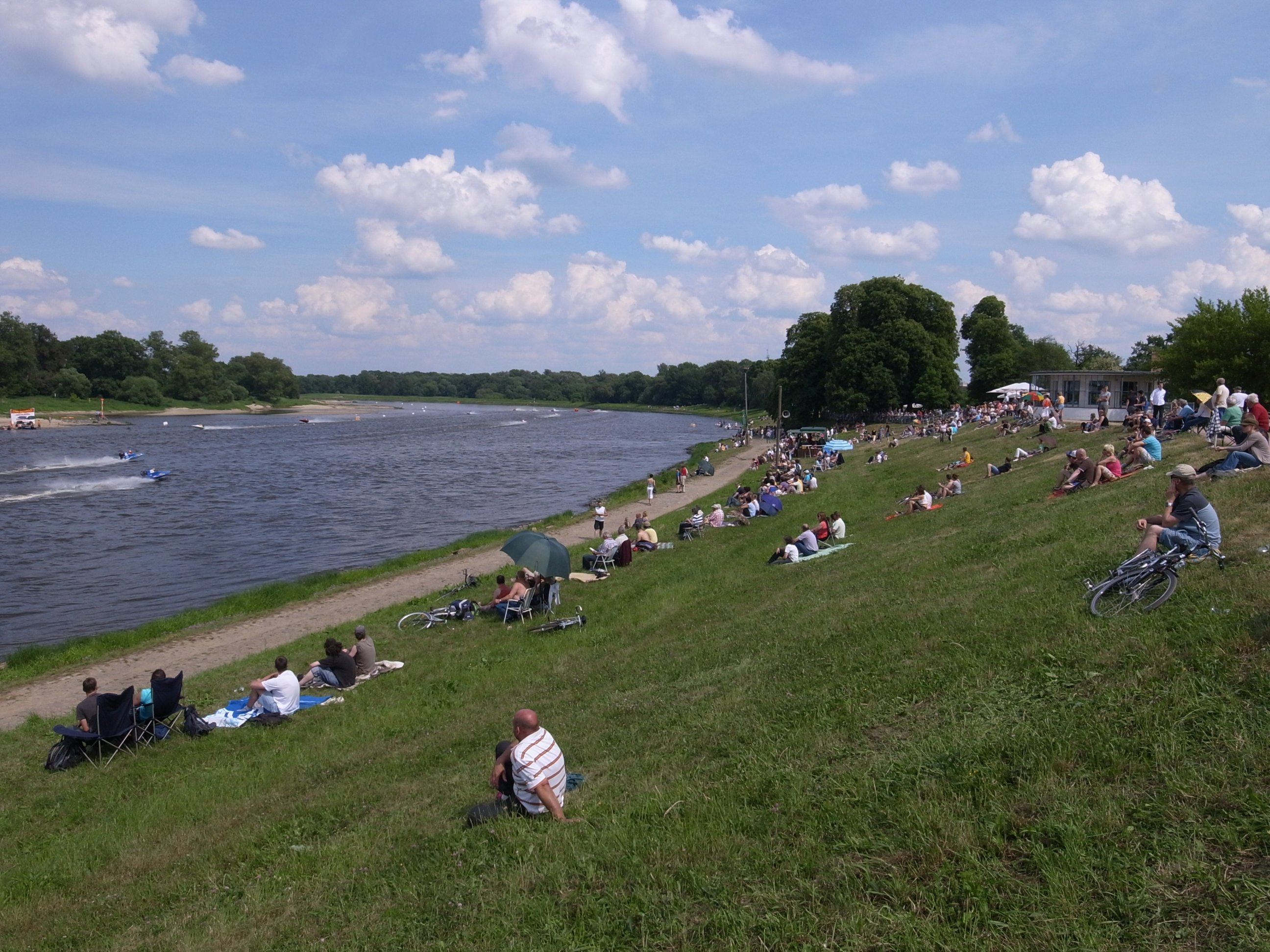
Publikum am Kornhaus

Als Kornhauskurs bezeichnet man die Motorbootrennstrecke auf dem Elbebogen bei Dessau. Sie liegt etwa zwischen Stromkilometer 260 und 263, zwischen den Sportboothäfen Wallwitzhafen und Leopoldshafen beim namengebenden Ausflugslokal Kornhaus, von dessen Terrasse aus man die Rennen beobachten kann. Der Kornhauskurs ist die älteste aktive Motorbootrennstrecke in Deutschland, 2009 wurde hier vom MBC Elbe Dessau die 48. Veranstaltung durchgeführt.
Für den Automobil- und Motorradrennsport gibt es viele permanente Rennstrecken, wie zum Beispiel Nürburgring oder Sachsenring. Beim Motorbootrennsport werden alle Rennstrecken in Europa nur temporär aufgebaut, d. h. durch Bojen markiert und für den allgemeinen Schiffsverkehr gesperrt. Die einzige permanente Einrichtung am Kornhauskurs ist der auf der Landzunge zwischen Elbe und Leopoldshafen errichtete Start- und Ziel-Turm.

## Veranstaltungen
Seit 1957 werden jährlich auf dem Kornhauskurs Rennläufe zu den DDR-Meisterschaften bzw. später Deutschen Meisterschaften durchgeführt. Auch in der Zeit der Wende gingen die Veranstaltungen ununterbrochen weiter, nur Hochwasser erzwang manchmal einen Ausfall der Veranstaltung. Ab 1972 wurde der Motorbootrennsport wie alle anderen nichtolympischen Sportarten nicht mehr gefördert, darum fanden danach in der DDR keine internationalen Titelkämpfe mehr statt.
Es wurden folgende Titelkämpfe ausgetragen:
- 1959 Europameisterschaft E01[3]
- 1960 Lauf zur Europameisterschaftsserie OC[4]
- 1963 Europameisterschaft E01[5]
- 1964 Europameisterschaft OA[6]
- 1965 Europameisterschaft OJ[7]
- 1966 Weltmeisterschaft OA
- 1967 Europameisterschaft OA
- 1968 Weltmeisterschaft LX
- 1969 Weltmeisterschaft LX
- 1992 Europameisterschaft HR-1000
- 1993 Weltmeisterschaft HR-1000
- 1998 Europameisterschaft HR-1000
- 1999 Lauf zur Europameisterschaftsserie HR-1000
- 2000 Weltmeisterschaft O-350[8]
- 2001 Lauf zur Europameisterschaftsserie HR-1000
- 2002 Lauf zur Europameisterschaftsserie O-250
- 2003 Lauf zur Europameisterschaftsserie Formel R-1000
- 2004 Lauf zur Europameisterschaftsserie Formel R-1000
- 2005 Weltmeisterschaft O-350
- 2006 Europameisterschaft T-550
- 2006 Lauf zur Europameisterschaftsserie Formel R-1000
- 2008 Lauf zur Europameisterschaftsserie Formel R-1000[9]
- 2008 Lauf zur Europameisterschaftsserie Formel 1000
- 2009 Weltmeisterschaft O-175
- 2011 letzte Weltmeisterschaft O-175

Klassen: Rennbootklassen mit Außenbordmotor: OJ bis 175 cm³ (ab 1986: O-175), OA bis 250 cm³, OB bis 350 cm³ (ab 1986: O-350), OC bis 500 cm³
Rennbootklassen mit Innenbordmotor bis 1000 cm³: LX (ab 1991: HR-1000, ab 2002: Formel R-1000), Sportbootklassen mit V-Rumpf und serienmäßigem Außenbordmotor bis 550 cm³: T-550, Sportbootklassen mit serienmäßigem Außenbordmotor bis 1000 cm³: Formel 1000